# Drosera hartmeyerorum
Espèce
Classification phylogénétique
Drosera hartmeyerorum est un végétal de la famille des droseraceae.

## Description générale
Drosera hartmeyerorum se caractérise par la présence de plusieurs poils glanduleux non mucilagineux (de 3 à 10) à la base de chaque feuille. Ils sont de couleur jaune, contrairement aux poils mucilagineux rouges.

## Répartition
Drosera hartmeyerorum est endémique de l'Australie, elle n'est présente que dans le nord de l'État d'Australie-Occidentale, près de l'Ord River et de Kununurra.

## Écologie
Cette espèce est présente sur les sols latéritiques des savanes humides, riches en Pandanus.

## Galerie

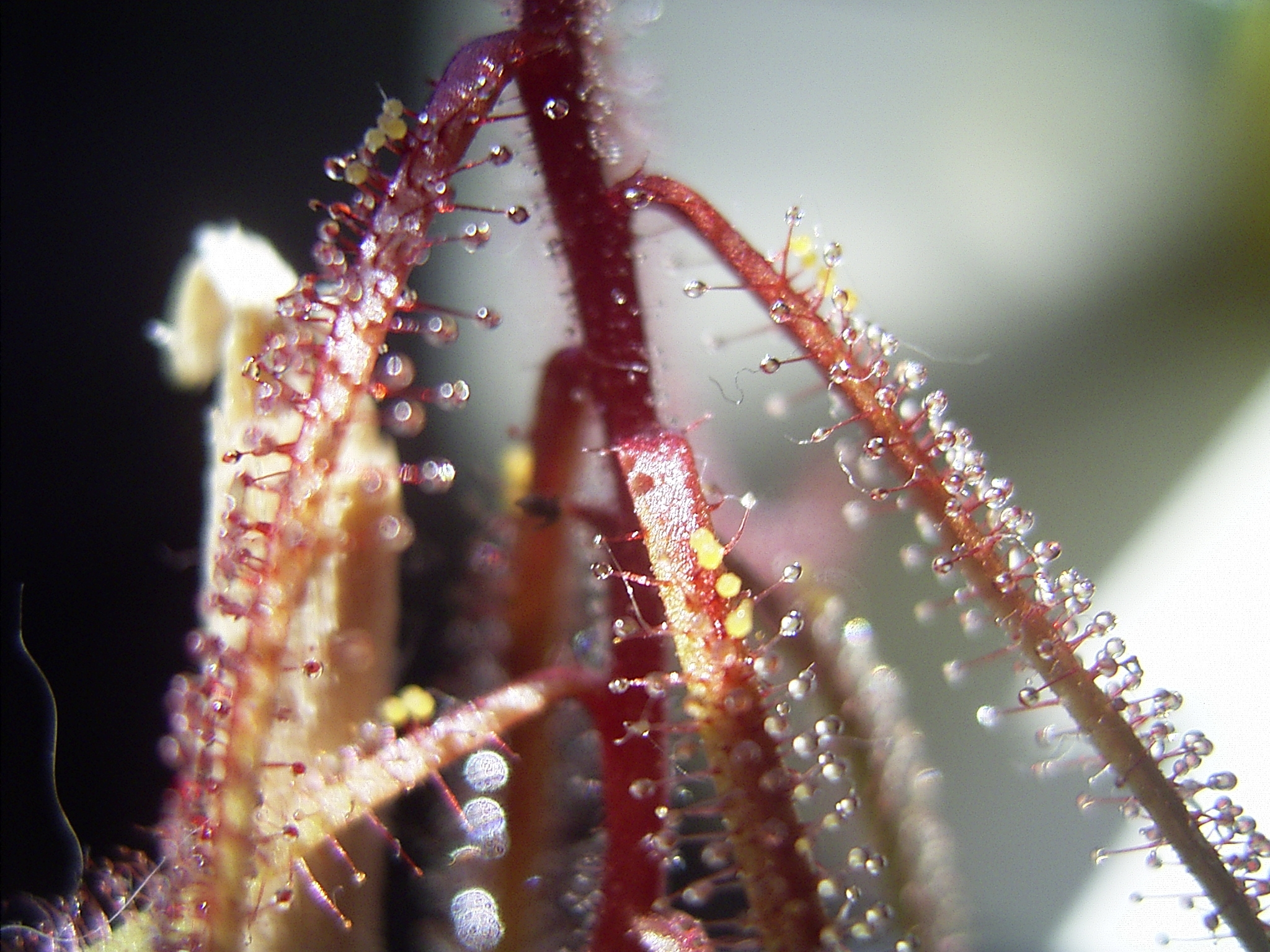
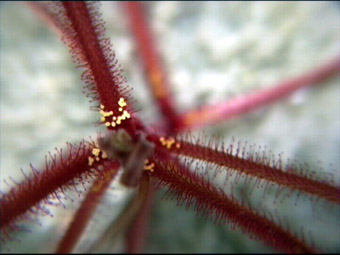
Les poils jaunes caractéristiques de l'espèce

## Voir aussi

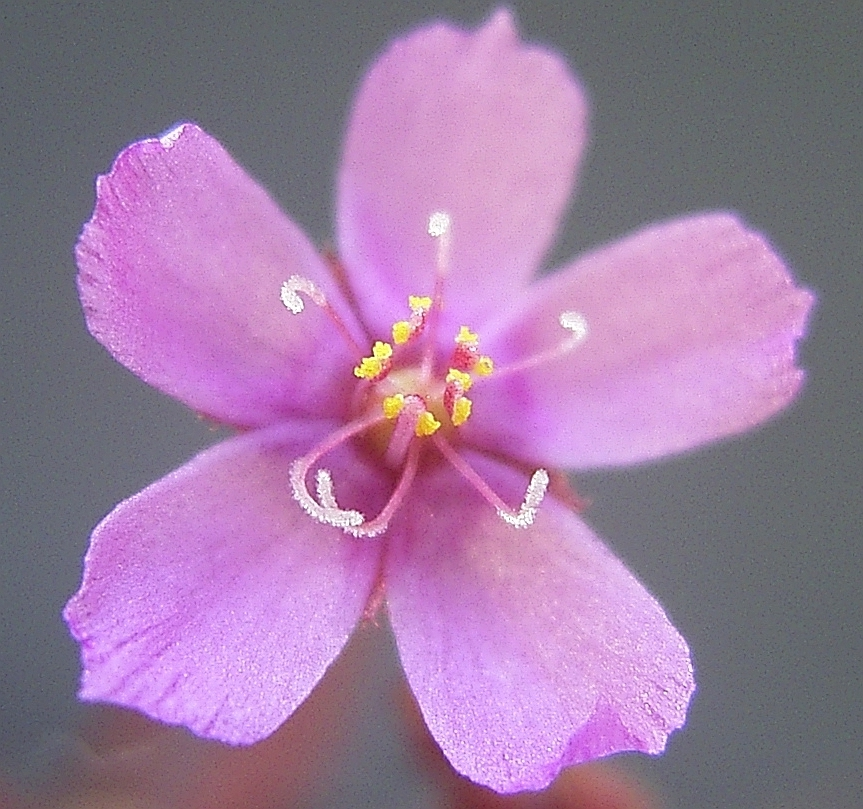
Fleur de Drosera hartmeyerorum

#### Bases taxinomiques
- (en) World Checklist of Selected Plant Families (WCSP) : Drosera hartmeyerorum
- (en) Catalogue of Life : Drosera hartmeyerorum Schlauer (consulté le 17 décembre 2020)

#### Autres liens externes
- Schlauer, J. (2001). Drosera hartmeyerorum spec. nov. (Droseraceae), a new sundew in sect. Arachnopus from Northern Australia. Carnivorous Plant Newsletter, 30(4):104-106.
- Page de l'espèce sur le site de l'INPI